# Prasinocyma caeruleotincta
Prasinocyma caeruleotincta là một loài bướm đêm trong họ Geometridae.